# Sächsisches Ständehaus

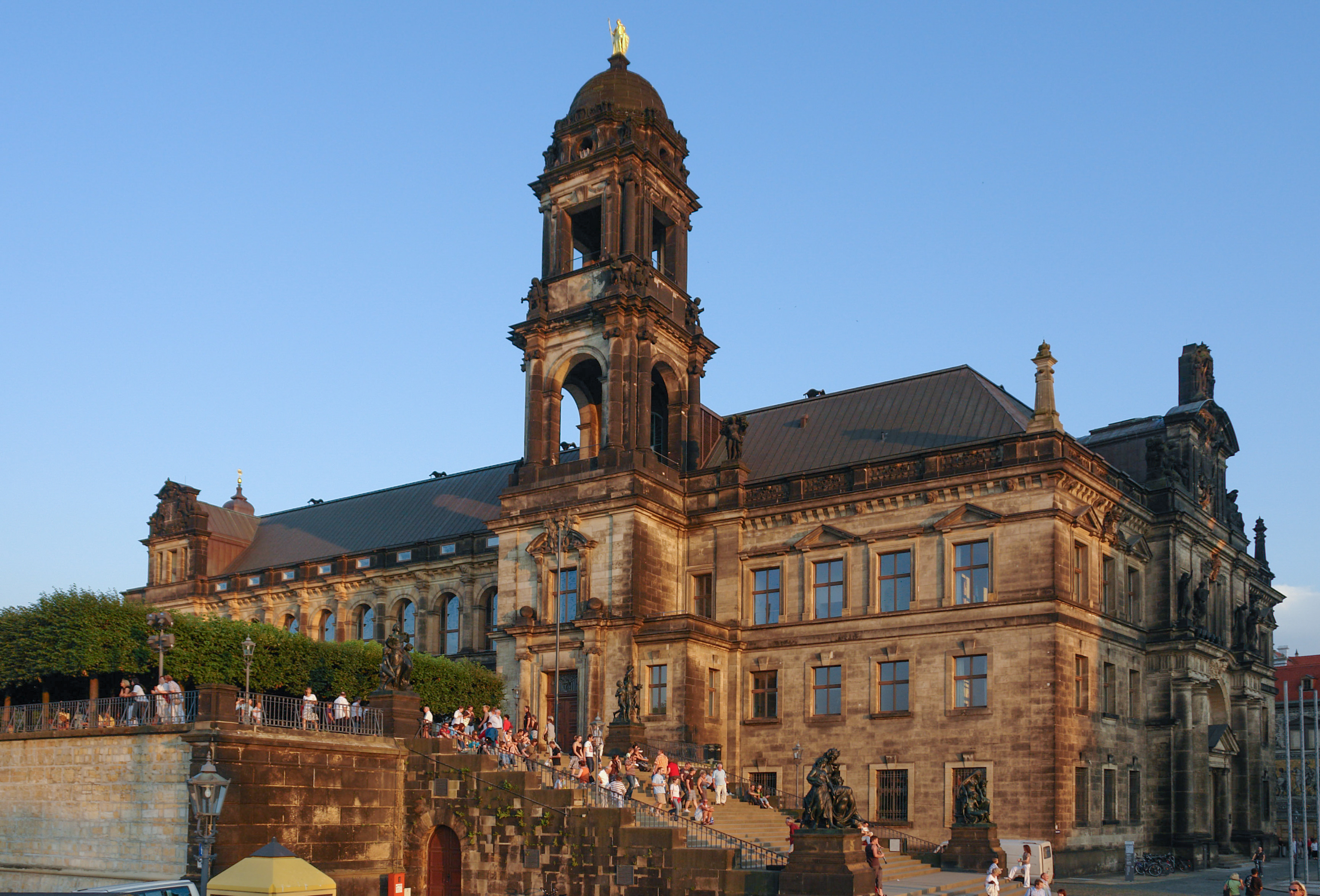
Het Ständehaus met op de voorgrond de Brühlsche Terrasse

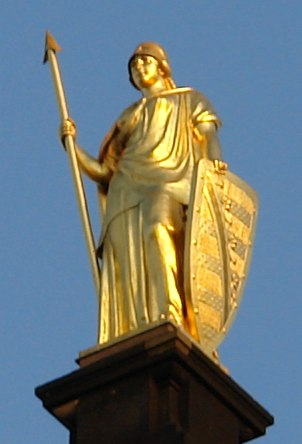
Saxonia

Het Sächsisches Ständehaus is een gebouw in het centrum van de Duitse stad Dresden. Het huisvestte vroeger de twee kamers van de Saksische Landdag en tegenwoordig het gerechtshof van Dresden. De hoofdingang van het gebouw bevindt zich aan de Schlossplatz, vlak bij de Katholische Hofkirche, het Residenzschloss en naast de trappen van de Brühlsche Terrasse.

## Geschiedenis
Op de plaats van het Ständehaus stond sinds halverwege de achttiende eeuw het Palais Brühl - waarnaar de Brühlsche Terrasse is vernoemd. Eind negentiende eeuw werd dit gebouw net als het Palais Fürstenberg afgebroken om plaats te maken voor het gebouw van de Saksische Landdag, dat tussen 1901 en 1907, naar ontwerp van Paul Wallot, werd gebouwd. Voorheen werden de zittingen van de Landdag in het Landhaus, tegenwoordig het stedelijk museum, gehouden.
Op 14 oktober 1907 vond de eerste zitting van de Saksische Landdag plaats in het nieuwe Ständehaus. De laatste zitting was op 21 februari 1933, in de nazitijd.
Het Ständehaus raakte in 1945 zwaar beschadigd bij het bombardement op Dresden. In de jaren vijftig werd het herbouwd en vervolgens werden er enkele musea in ondergebracht. Na de Duitse hereniging in 1990 werd het Ständehaus verbouwd en zetel van het Oberlandesgericht Dresden.

## Architectuur
Het Ständehaus werd ontworpen door Paul Wallot in neorenaissancistische en neobarokke stijl. Het gebouw heeft een trapeziumvormig grondplan. Het door zuilen geflankeerde hoofdportaal in een middenrisaliet aan de westzijde van het gebouw is versierd met beeldhouwwerk en wordt bekroond met het koninklijke wapen van Saksen. Aan de noordzijde van het Ständehaus staat een toren die een opvallend element vormt in de skyline van Dresden. Boven op de toren staat het vergulde beeld van Saxonia, dat een zinnebeeld is van Saksen, vergelijkbaar met Germania.